# Danny Woodhead
Pour les articles homonymes, voir Woodhead.
(en) Statistiques sur pro-football-reference
Daniel Frank Henry Woodhead, dit Danny Woodhead, né le 25 janvier 1985 à North Platte, est un joueur américain de football américain.

## Biographie
Il a joué au football américain universitaire avec le Chadron State College. Woodhead a établi plusieurs records de la National Collegiate Athletic Association (NCAA) au poste de running back (courses au sol). En 2006 et 2007, il a remporté le trophée Harlon Hill décerné au meilleur joueur de la Division II de la NCAA, faisant de lui le 3e joueur à remporter ce trophée à deux reprises (avec Johnny Bailey (en) et Dusty Bonner (en)).
Il a commencé sa carrière en National Football League (NFL) aux Jets de New York (2008–2010) et a également joué pour les Patriots de la Nouvelle-Angleterre (2010–2012). Il joue comme running back pour les Chargers de San Diego depuis 2013. Il a manqué l'essentiel de la saison 2014 à cause d'une fracture du péroné.  